# Драміно
Драміно (пол. Dramino) — село в Польщі, у гміні Волін Каменського повіту Західнопоморського воєводства.
Населення — 133 особи (2011).
У 1975-1998 роках село належало до Щецинського воєводства.

## Демографія
Демографічна структура станом на 31 березня 2011 року:
|          | Загалом | Допрацездатний вік | Працездатний вік | Постпрацездатний вік |
| -------- | ------- | ------------------ | ---------------- | -------------------- |
| Чоловіки | 55      | 14                 | 40               | 1                    |
| Жінки    | 78      | 28                 | 40               | 10                   |
| Разом    | 133     | 42                 | 80               | 11                   |